# Fréjairolles
Fréjairolles är en kommun i departementet Tarn i regionen Occitanien i södra Frankrike. Kommunen ligger i kantonen Albi-Est som tillhör arrondissementet Albi. År 2022 hade Fréjairolles 1 313 invånare.

## Befolkningsutveckling
Antalet invånare i kommunen Fréjairolles
| Referens: INSEE |